# Chaperiopsis serrata
Chaperiopsis serrata är en mossdjursart som först beskrevs av Uttley och Bullivant 1972.  Chaperiopsis serrata ingår i släktet Chaperiopsis och familjen Chaperiidae. Utöver nominatformen finns också underarten C. s. biporosa.